# مقاطعة ماينر (داكوتا الجنوبية)
مينر (بالإنجليزية: Miner)‏ هي إحدى مقاطعات ولاية داكوتا الجنوبية في الولايات المتحدة الأمريكية.